# Узвіз Віталія Блажка
Узвіз Віталія Блажка — вулиця Одеси, розташована в центральній частині міста, від перетину вулиць Балківської, Приморської та Чорноморського Козацтва до перетину Софіївської вулиці з вулицею Ольгіївською. Частина основної транспортної магістралі, що зв'язує центр міста з районом Пересип.

## Історія
Узвіз було прокладено у 1834 році і укріплено стінами з контрфорсами. Він одержав назву Наришкінський узвіз. Неодноразово змінював свої назви: Наришкінський, Короленка, Софіївський і нарешті — узвіз Маринеска.
У 1987 році узвіз отримав назву на честь уродженця Одеси Героя Радянського Союзу Олександра Маринеска (узвіз Маринеска), який жив в дитинстві на сусідній Софіївській вулиці, у будинку № 11. Сучасну назву узвіз дістав 26 липня 2024 року розпорядженням Начальника Одеської ОВА, коли був перейменований на узвіз Віталія Блажка.

## Транспорт
Проїжджа частина узвозу має тверде покриття (асфальт), автомобільний рух — двосторонній. Прокладено також двосторонню трамвайну лінію, якою курсує трамвай за маршрутом: ст. Товарна — міст Пересип — Слобідський ринок.

## Споруди
На узвозі розташовані:
- Комплекс пам'ятників морякам-підводникам (північно-східна околиця Херсонського скверу, навпроти Пересипського мосту):
  - Пам'ятник легендарному командиру підводного човна С-13, капітану 3-го рангу Олександру Маринеска.
  - Пам'ятник «Героям-підводникам», які загинули у роки Німецько-радянської війни.
  - «Морякам-підводникам», які загинули в мирні роки.
- Будинок працівників електростанції (час будівництва 1920-1930-х р., стиль: конструктивізм), прикрашений зображення баклана[6] (Віталія Блажка, 6).
- Магазин електронних компонентів «Солдер» (Віталія Блажка, 8).
- Автомийка (Віталія Блажка, 12).
- Ректорат (Віталія Блажка, 20) та навчальний корпус (кафедра біофізики, інформатики та медичної апаратури) одеського Національного медичного університету (ОНМедУ), що на стику вулиці Софіївської та узвозу Віталія Блажка.
- Судноверф «Україна» (тильна частина).
- Муніципальний театр духової музики (Оркестр Одеського муніципалітету) ім. Олександра Саліка (тильна частина).

## Галерея

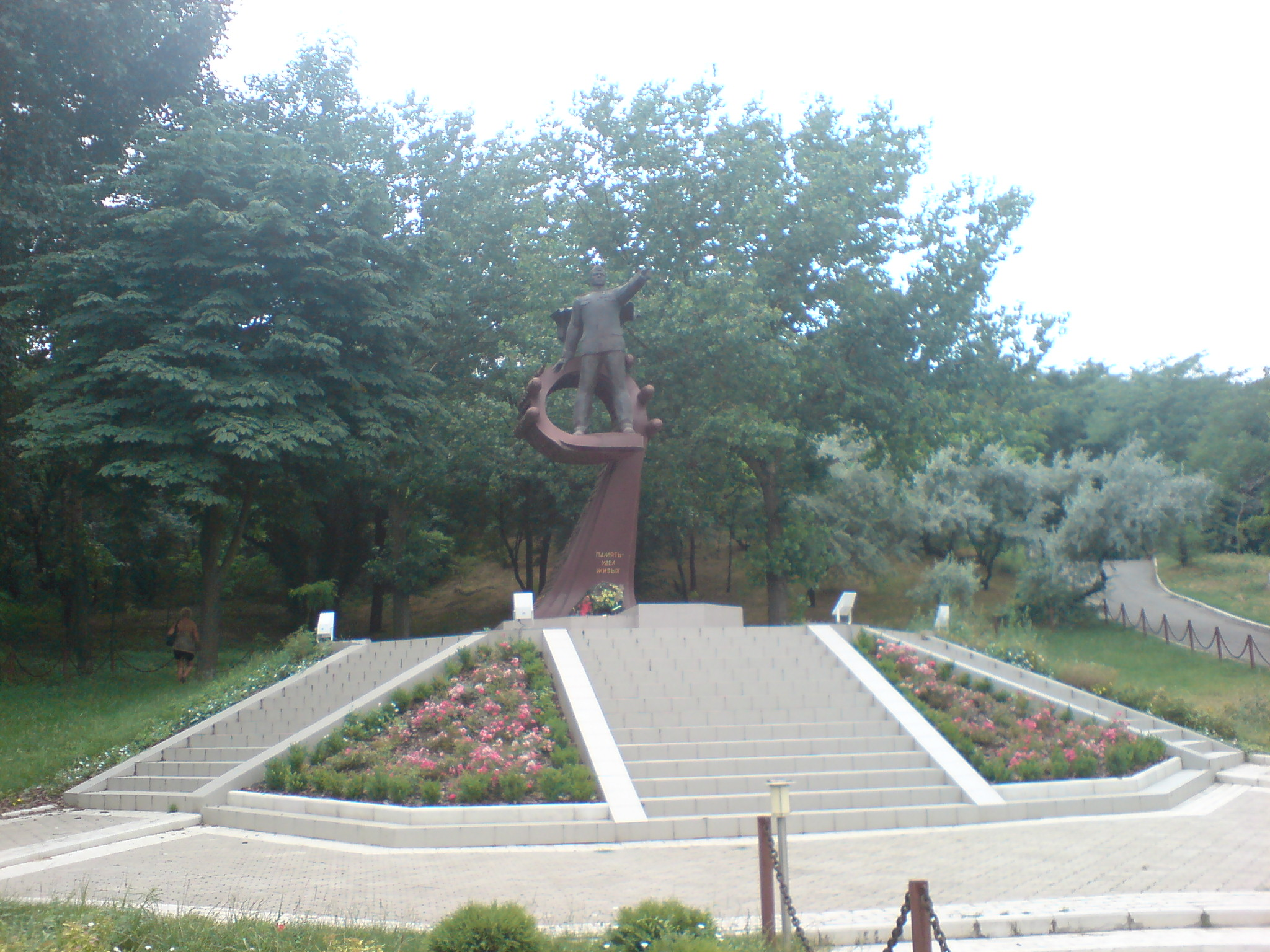
Пам'ятник Олександрові Маринеску
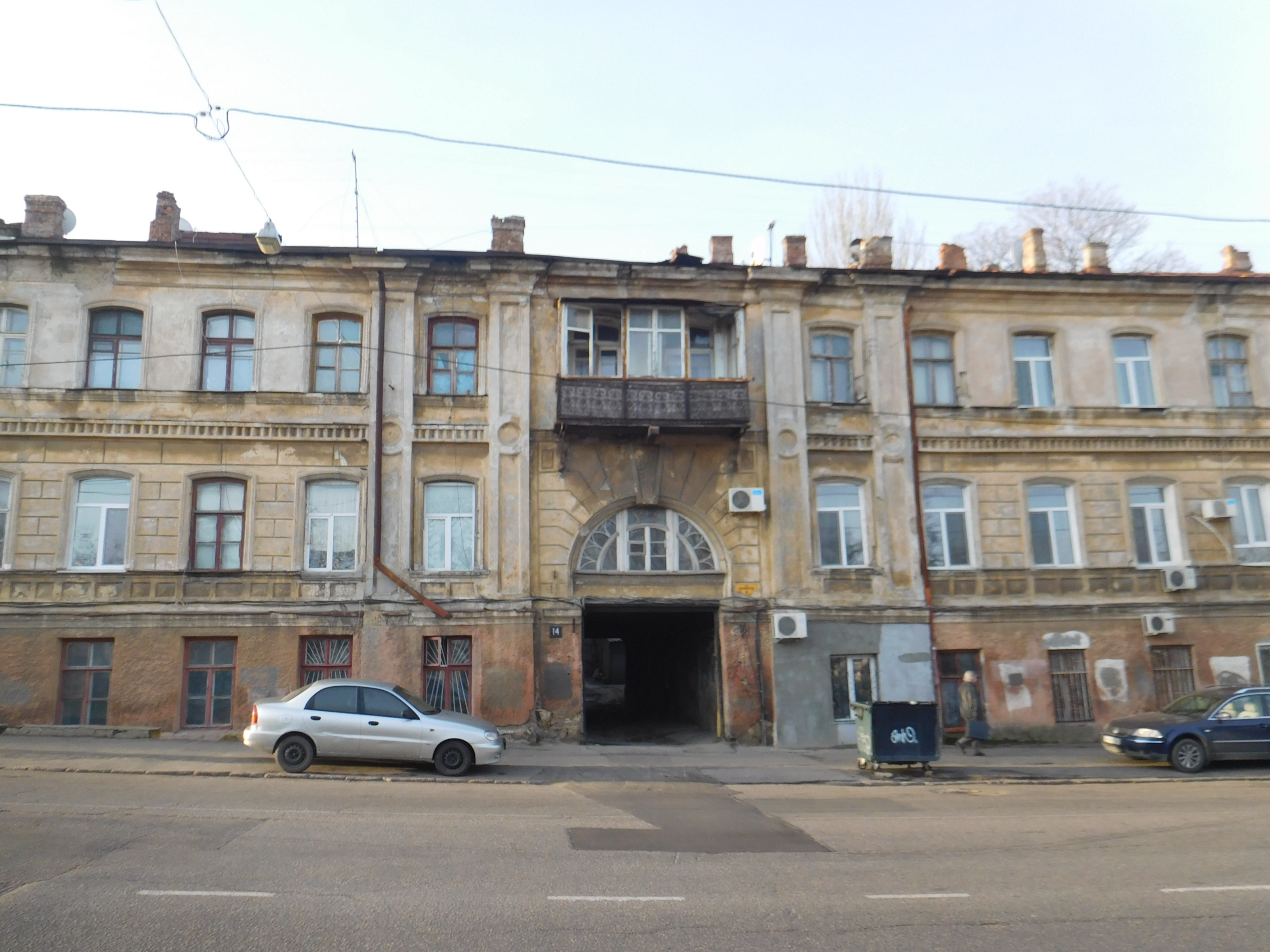
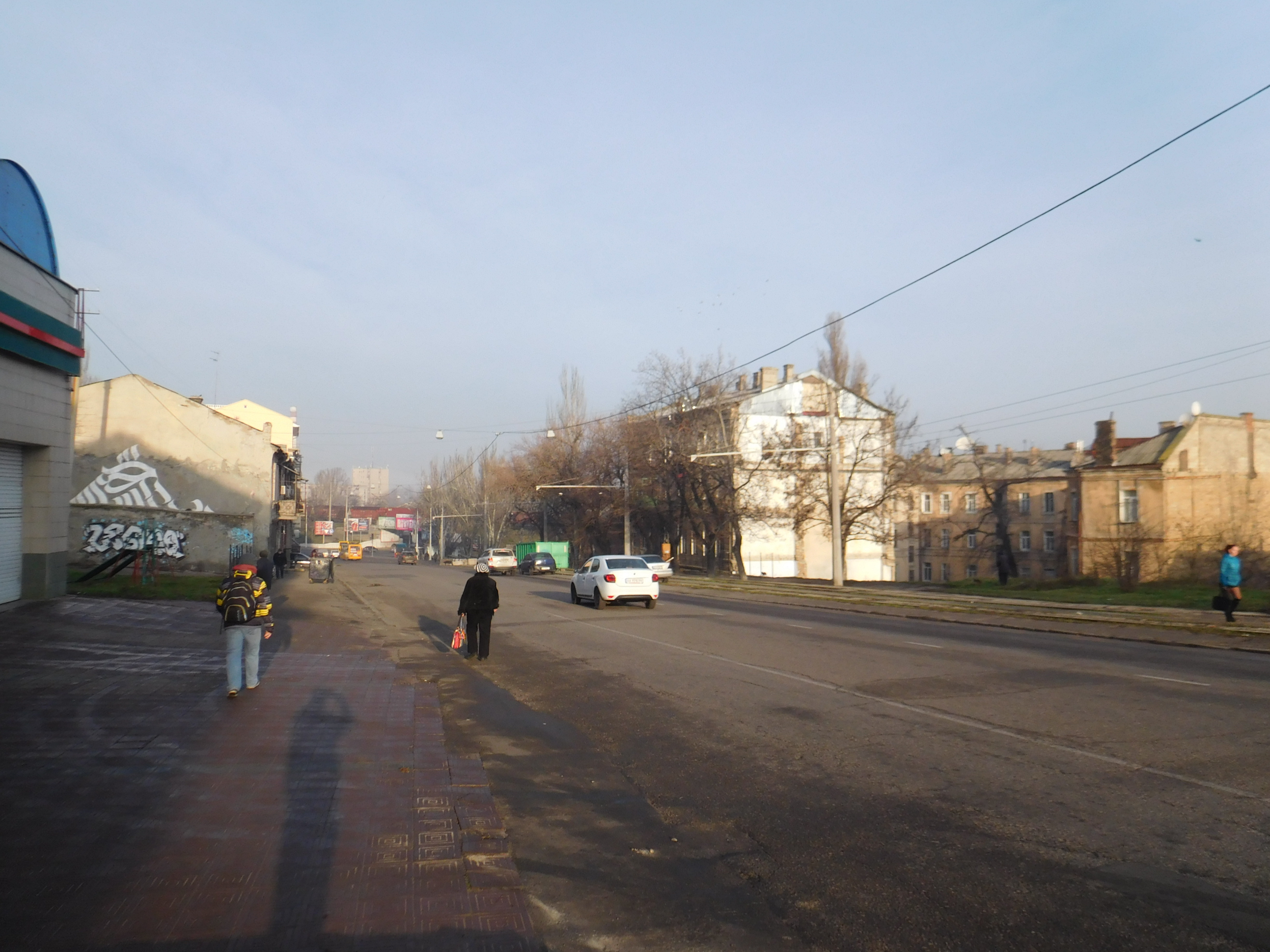
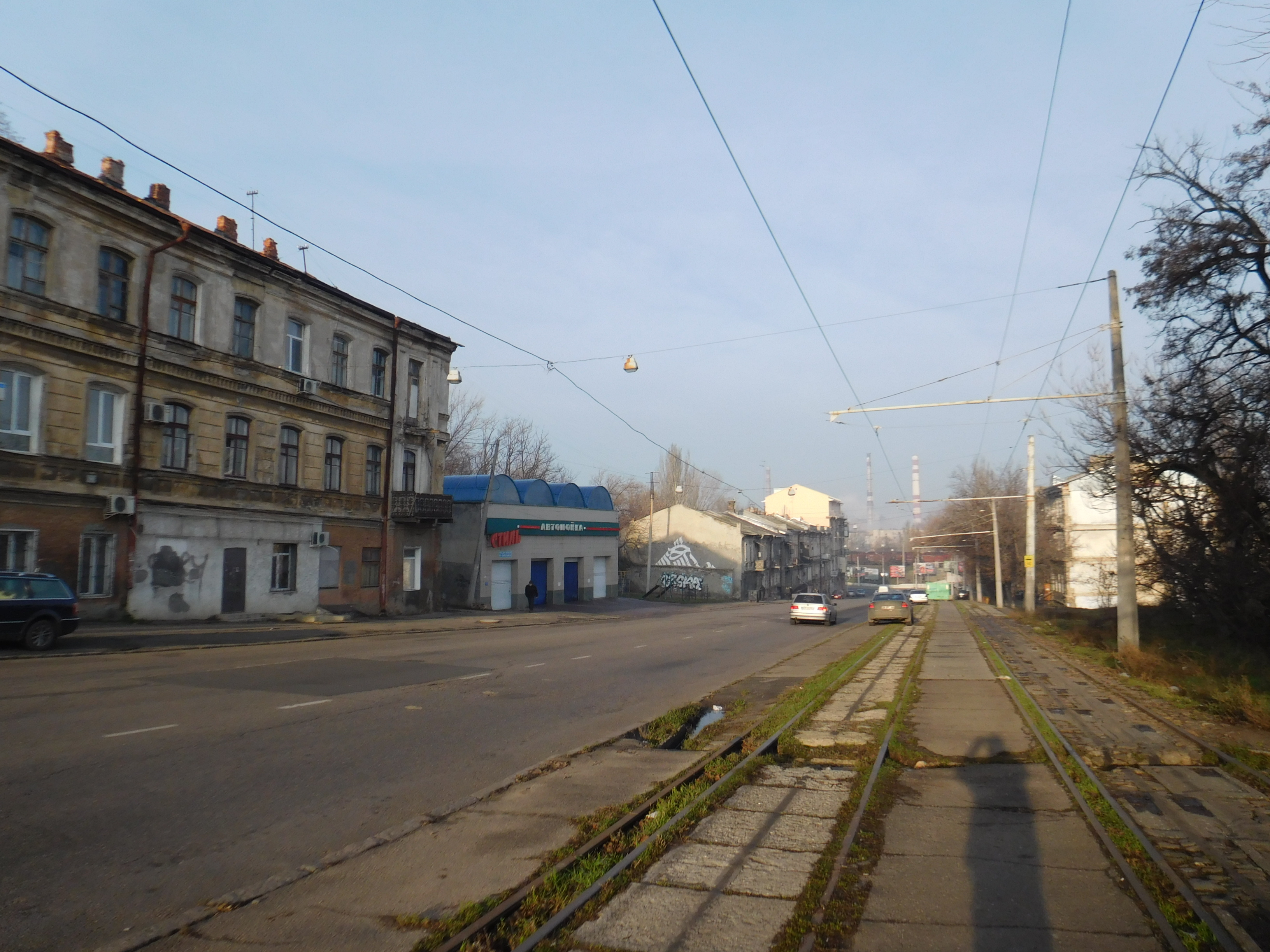
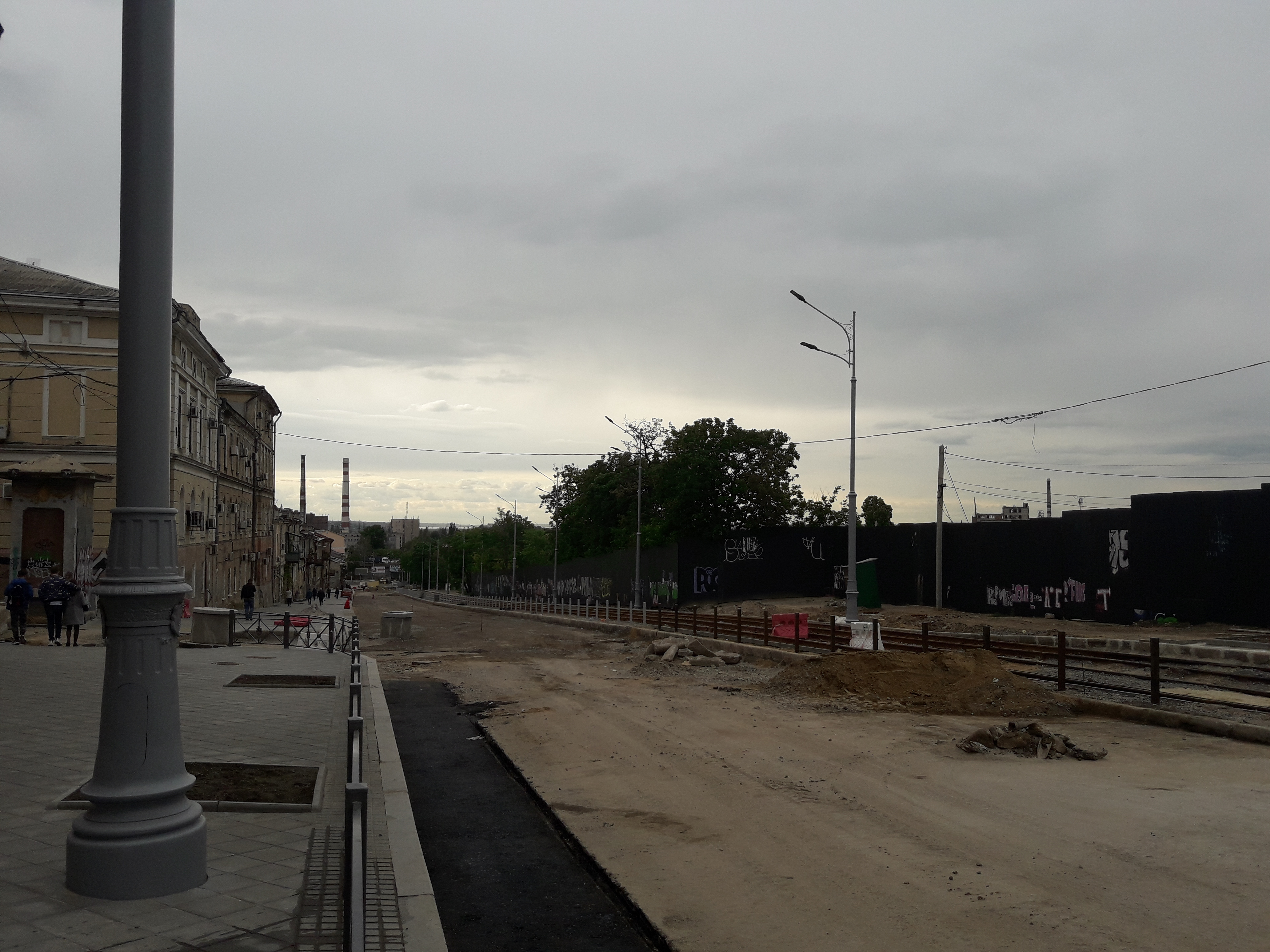
Узвіз під час реконструкції